# 计算机显示器

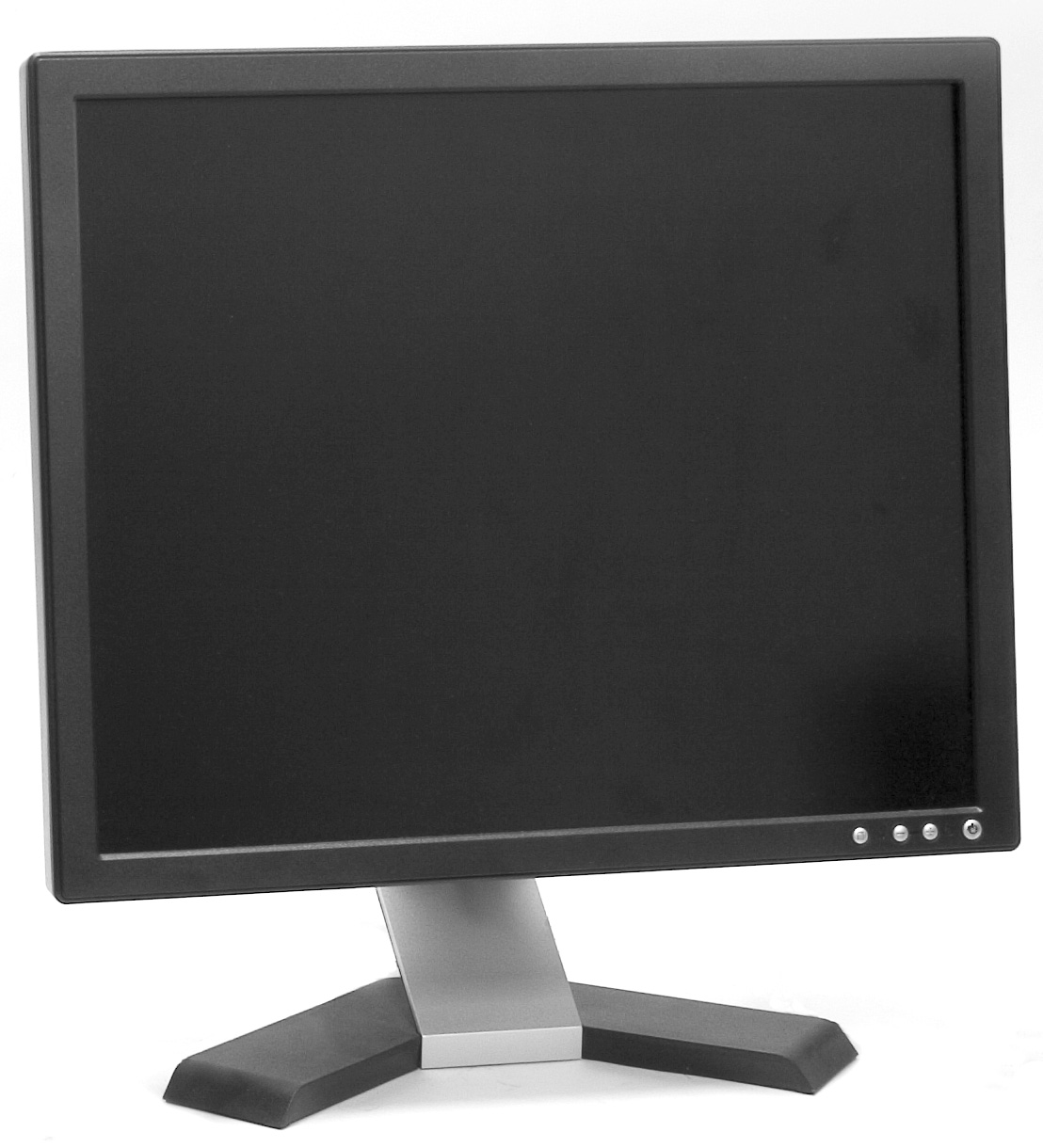
一台實驗室裡的電腦顯示器

電腦顯示器（Computer Monitor），又稱視頻顯示器（visual display unit），是電腦的電子視覺化顯示器的一種。它亦是顯示器的最常見一種。現代的熒光幕一般會以TFT-LCD薄身設計為主，而舊式厚身的是以CRT形式所製。
原來電腦熒幕只是用作數據傳輸，而電視機則用作娛樂。在1980年起，電腦熒幕可以兩者兼用，電視亦加入部份電腦功能。現時最普遍的比例是4:3或16:9。

## 历史
俄罗斯科学家兼发明家鲍里斯·罗辛在1907年将一些简单的单色几何图形显示在使用CRT(Cathode Ray Tube)制作的屏幕上，这便是显示器的雏形。
第一台真正意义上的显示器由苹果公司在1922年制造，使用在其产品Apple I上，此为CRT显示屏技术的首次商用。
早期的CRT技术主要应用在电视。柏林奥运会在1936年首次应用了实况转播技术，直接促进了CRT电视的普及。同年，英国电视开始销售的马可尼702（Marconi 702）电视为最早的CRT电视之一。